# Castellamonte
Castellamonte (piemontiul: Castlamont) egy olasz község a Piemont régióban, Torino megyében.

## Látnivalók
- A Rotonda Antonelliana: Alessandro Antonelli befejezetlen műve
- A kastély: az eredeti, 14. századi kastély romjai, és az új, 17. században épített kastély
- San Pietro e Paolo templom és román torony
- San Rocco templom